# Herluf Krabbe
Herluf Krabbe (12. maj 1904 på Frederiksberg – 2. februar 1979) var en dansk officer, kammerjunker og modstandsmand.
Han var søn af kontorchef ved Carlsberg Bryggerierne Frederik Christian Krabbe (1870-1942) og hustru Inger født Trolle (1876-1923) og var en efterkommer af Ole Krabbe. Krabbe blev student fra Haslev Kostskole 1924, premierløjtnant i fodfolket 1930, kaptajnløjtnant 1937 og var lærer ved Fodfolkets Kornet- og Løjtnantsskole 1937-39 og 1946-49 og på generalstabskursus 1940-41. Krabbe var adjudant hos chefen for Generalstaben 1941-43, blev kaptajn 1942 og gik efter Operation Safari ind i modstandsbevægelsen, hvor han i februar 1945 blev leder af Distrikt Tikøb under Den lille Generalstab.
Krabbe var lærer ved Modstandsbevægelsens Skole 1946 og ved Hærens Officersskole 1949-50, blev oberstløjtnant og chef for 19. bataljon 1950, var chef for 2. livgardebataljon 1950-55 og på tjenesteophold ved Irish Guards i 1952, var stabschef ved Den Kongelige Livgarde 1955-59 og slutteligt kommandant i Kastellet fra 1959 til 1969, hvor han gik på pension. Krabbe var formand for Kastelskirkens bestyrelse 1960-69. Han var Ridder af 1. grad af Dannebrogordenen og bar Hæderstegnet for god tjeneste ved Hæren og en udenlandsk orden.
Krabbe skrev bogen Kastellet gennem 300 år (Martins Forlag 1964).
Han blev gift 14. november 1931 med Else Poulsen (12. maj 1910 i København - 2. november 1999), datter af redaktør Svenn Poulsen og hustru malerinden Margrethe Svenn Poulsen født Tuxen-Meyer.
Krabbe er begravet på Vester Egede Kirkegård ved Haslev, hvor han boede på ejendommen Krabbeshus.